# RN5 (Dschibuti)
Die RN5 ist eine Fernstraße in Dschibuti, die in der gleichnamigen Hauptstadt Dschibuti beginnt und an der Provinzgrenze Ali Sabieh/Dikhil an der Zufahrt zu der RN1 endet. Sie ist 99 Kilometer lang.